# Carthage, Mississippi
Carthage är administrativ huvudort i Leake County i Mississippi. Countyt grundades år 1833 och orten grundades året därpå av familjen Harris som härstammade från Carthage i Tennessee.